# Хатокшохо-мирза Казиев
Хатокшоко-мирза (Атажуко) Казиев — верховный князь-валий (пшыщхуэ) Кабарды (ок. 1654 — ок. 1672), старший сын князя Кази-мурзы Пшеапшкова (? — 1615) и внук старшего князя-валия Кабарды Пшеапшоко Кайтукина (1571—1578). Младшие братья — Шолох, Джамбулат, Мисост и Ислам Казиевы. Родоначальник княжеского рода Атажукиных.

## Биография
Осенью 1615 года князь Кази-мурза Пшеапшоков (отец Хатокшоко) погиб в борьбе с старшим князем-валием Шолохом Тапсаруковым и его союзниками, ногайцами и кумыками.
В 1619 году во главе Большой (Казиевой) Кабарды стал Алегуко Шогенуков, сын князя Шогенуко-мурзы Пшепшокова и двоюродный брат Хатокшоко.
В родословной черкесских князей о Хатокшоко сказано: «добр и дороден своею головою».
Хатокшоко Казиев стал соправителем своего двоюродного брата, старшего князя-валия Большой Кабарды Алегуко Шогенукова (1619—1654). Не ослепляя себя заносчивыми, честолюбивыми планами, Хатокшоко ограничился скромным титулом «второго князя Большой Кабарды».
Двоюродные братья и соправители Алегуко Шогенуков и Хатокшоко Казиев всегда выступали в вместе. Князья Казиевой Кабарды придерживались прокрымской ориентации и находились во враждебных отношениях с князьями Малой Кабарды. Князья Пшемахо Камбулатович Черкасский и его племянники Келемет и Ильдар во всех спорах с князьями Большой Кабарды призывали на помощь отряды русскх ратников. В 1636 году Пшемахо Кабмулатович, получив военную помощь от царя, разорил Шолохову Кабарду, владение Ильдара, внука Шолоха Тапсарукова. В ответ Алегуко Шогенуков, Хатокшоко Казиев и Ильдар Ибаков совершили набег на владения братьев Келемета и Ильдара Куденетовичей Черкасских. Их земли были разорены, а людей их перевели в свои владения.
В 1640 году в Терском городе русские власти временно задержали князя Мисоста Казиева и двух сыновей Алегуко Шогенукова. В том же году князья Большой Кабарды Алегуко и Хатокшоко совершили новый набег на «Шолохову и Келеметову Кабарду изгоном, и кабаки их развовали и людей побили и в полон поимали…».
Летом 1641 году терские воеводы и малокабардинские князья организовали ответный поход на Большую Кабарду. Алегуко и Хатокшоко были заранее предупреждены о готовящемся походе и смогли подготовиться к отражению противника. На помощь к ним прибыли малые ногаи и карачаевцы. 12 июля 1641 года[по какому календарю?] в битве на реке Малке кабардинские князья Алегуко Шогенуков и Хатокшоко Казиев разгромили своих противников. Враги были разбиты и понесли огромные потери. В сражении были убиты стрелецкий голова Артемий Шишмарев, князья Келемет Черкасский и Эльдар Ибаков, шамхал тарковский Айдемир. Кабардинцы захватили в плен несколько сотен человек. среди них были князья Татархан Арасланов, Ахлов Айтек, Куденет Барагунский и много русских служилых людей из Терского города.
Кабардинские князья Алегуко и Хатакшоко, опасаясь вторжения большой русской армии, решили переселиться со своими подданными за Кубань, во владения Крымского ханства. В конце 1641 года Большая Кабарда переселилась за реку Кубань.
В 1644 году объединённые отряды кабардинцев, ногайцев, бесланеевцев и других горских народов под командованием князей Алегуко Шогенукова и Хатокшоко Казиева разбили орду калмыцкого хана Хо-Урлюка. Калмыцкое войско было разгромлено и рассеяно. Из 11 500 калмыков смогли спастись из Кабарды только 1500—2000 человек. Среди убитых был сам главный калмыцкий тайша Хо-Урлюк с тремя сыновьями.
В 1644—1645 годах Большая (Казиева) Кабарда возвратилась из-за Кубани на прежние места, в районы Большой и Малой Кумы, Пятигорья, равнины Сатей, Малки, Баксана, Чегема, Черека. Князья Алегуко и Хатокшоко подтвердили присягу на верность русскому правительству.
В 1652 году князья Алегуко Шогенуков и Хотакшохо Казиев во главе большой делегации прибыли в Терский город, где им была вручена жалованная царская грамота и богатые подарки. Братья Алегуко и Хотокшоко в очередной раз принесли присягу на верность московскому царю.
В 1654 году после смерти своего двоюродного брата Алегуко Шогенукова Хотакшоко Казиев стал старшим князем-валием Большой Кабарды.
В мае 1662 года астраханский воевода, ближний боярин князь Григорий Сунчалеевич Черкасский, отправил в Большую Кабарду для переговоров князя Касбулата Муцаловича Черкасского и боярского сына Семена Ищеина. Посланников принял на правах старшего князя Хатокшоко Казиев. На приёме присутствовали также его братья Мисост и Джамбулат Казиевы, Темирбулат Алиегукович и другие князья. Все они изъявили желание вернуться на места, «где в прежних годах кочевали», и служить русскому царю по присяге. Посланцам воеводы они объяснили, что никогда не состояли и не состоят в подданстве крымского хана, а живут возле крымских владений и платят хану ясак «на всякий год душ по двадцать по тридцать», что «опасаются» от него разорения.
В августе того же 1662 года Хатокшоко Казиев, его братья и союзники — мурзы Малой Ногайской орды отправили посольство в Астрахань. В грамоте, поданной за подписью Хатокшоко, Джамбулата, Мисоста Казиевичей и Темирболата Алигоковича, кабардинские мурзы свои верноподаннические чувства выражали в любопытной манере: «отцы наши и деды наши у великого государя холопи были, и мы потому и прямые холопи, одново Бога знаем другова великого государя»; писали и о татарской угрозе: «крымцы сильны, к нам силы будет — в горы побежим, они безсильны».
Около 1672 года после смерти Хатокшоко Казиева верховным князем-валием Большой Кабарды был избран его младший брат Мисост Казиев (ок. 1672 — ок. 1695).